# Banara guianensis
Banara guianensis là một loài thực vật có hoa trong họ Liễu. Loài này được Aubl. mô tả khoa học đầu tiên năm 1775.